# Anton Teyber
Anton Teyber (Viena, Àustria, 8 d'agost de 1756 - 18 de novembre de 1822) fou un compositor austríac.
Per espai de diversos anys va pertànyer a la capella electoral de Dresden, fins que el 1792 fou nomenat pianista i auxiliar d'Antonio Salieri en el teatre Imperial, després compositor de la cort i, finalment, professor dels arxiducs, contant-se entre els seus deixebles les emperadrius de França i del Brasil i el cardenal arxiduc Rudolf.
Entre les seves composicions figuren: el melodrama Mirabella; l'oratori La Passió; el quadre musical La conquesta de Belgrad; tres quartets per a instruments d'arc, i altres obres de menor importància.
El seu germà Franz Teyber (Viena, 1758-1810), també fou un compositor i organista conegut.